# プリズム (柴咲コウの曲)
「プリズム」は、柴咲コウの14枚目のシングル（RUI名義含む）。2007年5月30日発売。発売元はNAYUTAWAVE RECORDS / ユニバーサルミュージック。

## 解説
アルバム発売から約1か月でリリースされた。
このシングルのタイトルは「プリズム」である。しかし、実際に「プリズム」という表記があるのは帯のみで、CDジャケットの表記・ジャケット裏の収録曲欄の表記・歌詞ページの表記・歌詞カードの背表紙の表記・CDレーベルの表記は全て「Prism」である。ここでは、公式ホームページの表記に倣って「プリズム」に統一して記述する（タイアップ先の映画『そのときは彼によろしく』の公式サイトに記載されている主題歌の表記も「プリズム」である）。

## 収録曲
- 全作詞：柴咲コウ

1. プリズム
  - 作曲：Jin Nakamura 編曲：市川淳
  - 東宝配給映画『そのときは彼によろしく』主題歌
2. polka dot
  - 作曲：Jin Nakamura 編曲：REO
3. 少しづつ
  - 作曲：市川淳 編曲：新屋豊
4. プリズム (Backing Track)

## 収録アルバム
プリズム
- 『Single Best』
- 『KO SHIBASAKI ALL TIME BEST 詩』

## 試聴（公式）
- プリズム （ミュージックビデオ） - YouTube

## Prism (REO&HEAVENS WiRE Remix)
『Prism (REO&HEAVENS WiRE Remix)』（プリズム (レオ アンド ヘヴンズ ワイヤー リミックス)）は、柴咲コウの配信限定シングル。2007年6月13日発売。発売元はNAYUTAWAVE RECORDS / ユニヴァーサルミュージック。

### 解説
同年発売の「プリズム」のリミックスとなる。CD化はなされていない。
同日には、映画「舞妓Haaaan!!!」で阿部サダヲと共演したことがきっかけで結成されたユニット「グループ魂に柴咲コウが」のシングル「お・ま・えローテンションガール」がCD発売された。

### 収録曲
1. Prism (REO&HEAVENS WiRE Remix)
（作詞:柴咲コウ 作曲:Jin Nakamura）
柴咲コウの楽曲で、リミックス・ヴァージョンが制作されたのは自身初の事である。